# Mông Các La Phượng
Các La Phượng（giản thể: 阁罗凤; phồn thể: 閣羅鳳; bính âm: Gé Luófèng, 712-779), còn gọi là Giác Nhạc Phượng (覺樂鳳), là con trai trưởng của Bì La Các, là vị đại quốc vương thứ hai của Nam Chiếu, trị vì từ năm 748 đến 779.
Sau khi Các La Phượng lên ngôi, đã phát triển thế lực sang phía đông tiêu diệt chính quyền Thoán thị, hoàn toàn khống chế khu vực Vân Nam. Nam Chiếu cũng sớm thần phục nhà Đường, thụ sắc phong. Hai bên cùng liên binh tiến về phía tây đánh Thổ Phồn.
Năm 750, do bất mãn trước việc thái thú Vân Nam của nhà Đường là Trương Kiền Đà (張虔陀) hoành hành bạo ngược và có hành vi vô lễ, Các La Phượng bí bách đã phản Đường, giết chết Trương Kiến Đà. Quyền thần nhà Đường là Dương Quốc Trung lệnh cho Kiếm Nam tiết độ sứ Tiên Vu Trọng Thông (鮮于仲通) phát binh chinh thảo nhưng bị đánh bại.
Năm 752, Các La Phượng nương nhờ Thổ Phồn, tán phổ Thổ Phồn là Xích Đức Tổ Tán (赤德祖贊) phong hiệu cho Các La Phượng là Tán phổ chung. "Tán phổ chung" là một từ Tiếng Tạng, nghĩa là "Tán Phổ chi đệ" (em trai quốc vương Thổ Phồn, Wylie: bTsan-Po gCung; ZWPY: བཙན་པོ་གཅུང་།), Tán phổ chung trở thành niên hiệu đầu tiên của Nam Chiếu.
Sau năm 755, Các La Phượng nhân dịp Loạn An Sử đã xâm chiếm đất đai của nhà Đường và làm chủ được Tủy Châu, Diêu Châu và Nhung Châu. Các La Phượng có thái độ trọng thị với văn hóa Hán, bắt tù binh là huyện lệnh Tây Lô Trịnh Hồi dạy học cho tử tôn. Năm 769, cải niên hiệu Trường Thọ. Năm 779, Các La Phượng qua đời, thụy hiệu là Thần Vũ vương, kì tôn là Dị Mâu Tầm kế vị.